# つばめ自動車

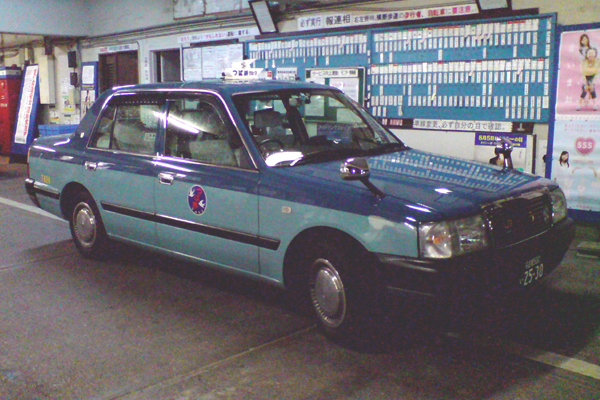
標準塗装のタクシー車両
トヨタ・クラウンコンフォート

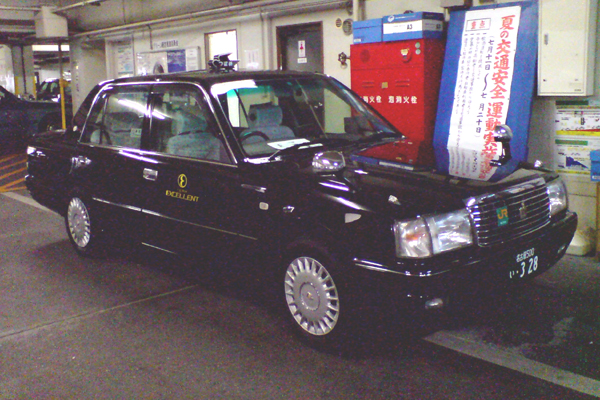
黒塗りのエクセレント車両
トヨタ・クラウン（スーパーデラックス、Gパッケージ

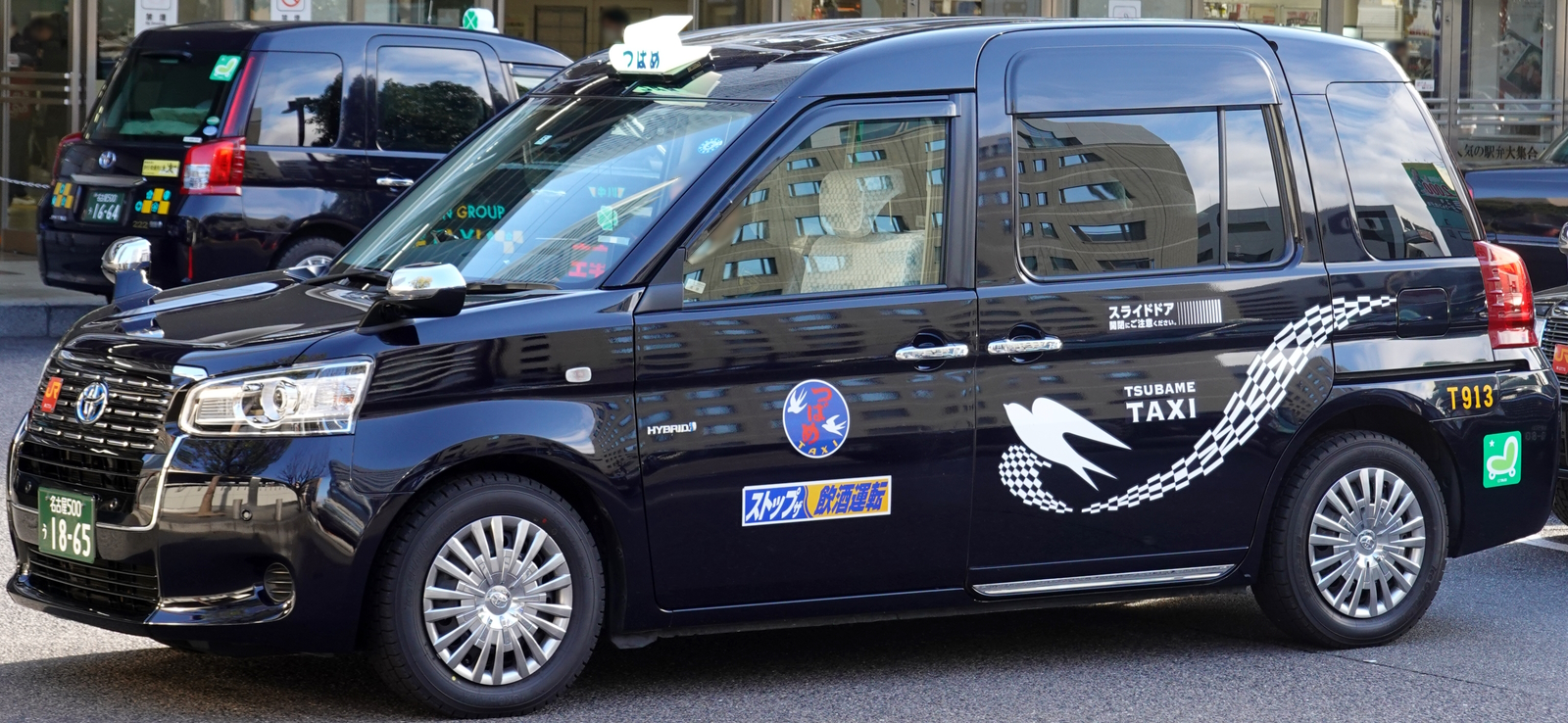
トヨタ・ジャパンタクシー

つばめ自動車株式会社（つばめじどうしゃ）は、愛知県名古屋市中区栄一丁目21番17号に本社を置くタクシー・バス事業者。タクシー・ハイヤー事業のほか、貸切バス・乗合バス事業、旅行業、警備業なども営む。
愛知・岐阜・三重の東海3県に及ぶ多数の関連会社とともにつばめタクシーグループを形成する。グループ企業では機械警備（あんしんネットワーク事業）、訪問介護事業、産業廃棄物収集運搬事業・古紙回収事業など、幅広い業務を手掛ける。
名鉄タクシーホールディングス加盟会社と並び、愛知県内では大手のタクシー事業者グループである。

## つばめ自動車
本社営業所のほか、前山町営業所と平田営業所（タクシー営業所）、バス事業部、旅行事業部がある。
つばめ自動車を中心として「つばめ交通協同組合」を構成し、愛知・岐阜・三重の東海3県のタクシー・ハイヤー事業者および貨物運送事業者が加盟する。
なお、当社の社章である「2羽のつばめ」は、旧国鉄の「特急つばめ号」や、JR九州の「新幹線つばめ号」のヘッドマークと同一のものであるが、当社はJRグループとは無関係である。なお当社の車両バンパーの上に付いている「JR東海」マークは、JR東海の駅構内タクシー乗り場に入る権利（構内営業）を持つ車両を意味するものである。

### 事業所
- 本社営業所 : 愛知県名古屋市中区栄1丁目21番17号[1]北緯35度9分51.9秒 東経136度53分41.1秒 / 北緯35.164417度 東経136.894750度
- 前山町営業所 : 愛知県名古屋市昭和区前山町1丁目19番地[1]北緯35度9分11.7秒 東経136度57分20.7秒 / 北緯35.153250度 東経136.955750度
- 平田営業所 : 愛知県名古屋市西区山木2丁目5番地[1]北緯35度13分27.8秒 東経136度52分16.6秒 / 北緯35.224389度 東経136.871278度
- 小栗車庫 : 愛知県名古屋市中川区広川町2丁目1番地北緯35度9分9.3秒 東経136度52分57.8秒 / 北緯35.152583度 東経136.882722度
- 岐阜支社 茜部営業所 : 岐阜県岐阜市茜部菱野2丁目34番地5北緯35度23分10.1秒 東経136度45分12.8秒 / 北緯35.386139度 東経136.753556度
- 岐阜支社 長良営業所 : 岐阜県岐阜市長良丘1丁目25番地1北緯35度26分30.1秒 東経136度46分23.7秒 / 北緯35.441694度 東経136.773250度

### バス事業

#### コミュニティバス運行受託

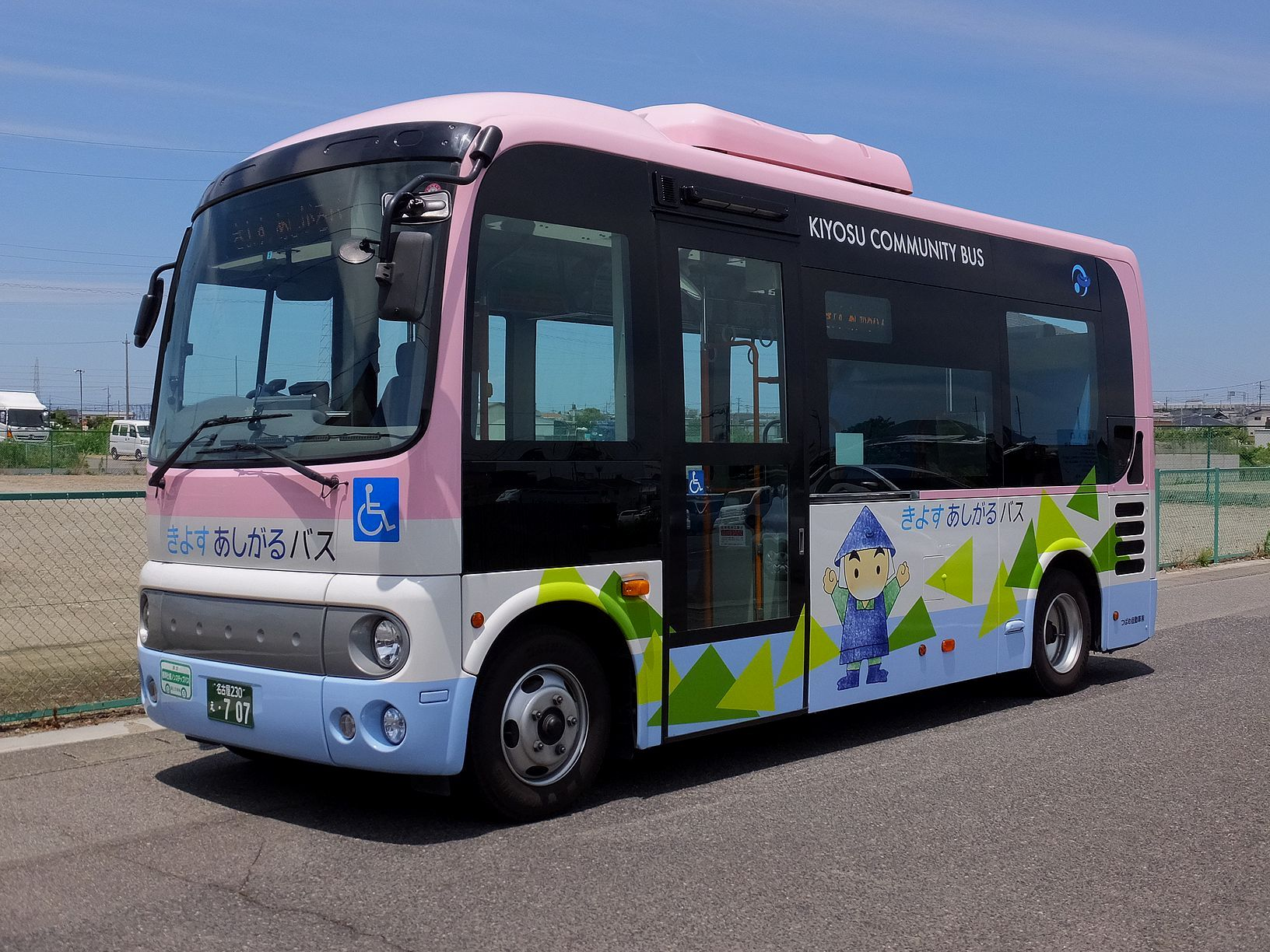
きよすあしがるバス用の小型ノンステップバス
日野・ポンチョ（1ドアショートボディ）

愛知県内のコミュニティバス運行受託も行う。詳細は各路線の記事を参照のこと。
- きよすあしがるバス - 愛知県清須市

過去の受託路線
- あさぴー号 - 愛知県尾張旭市、2008年4月30日をもって受託終了。

#### みなとシャトルバス

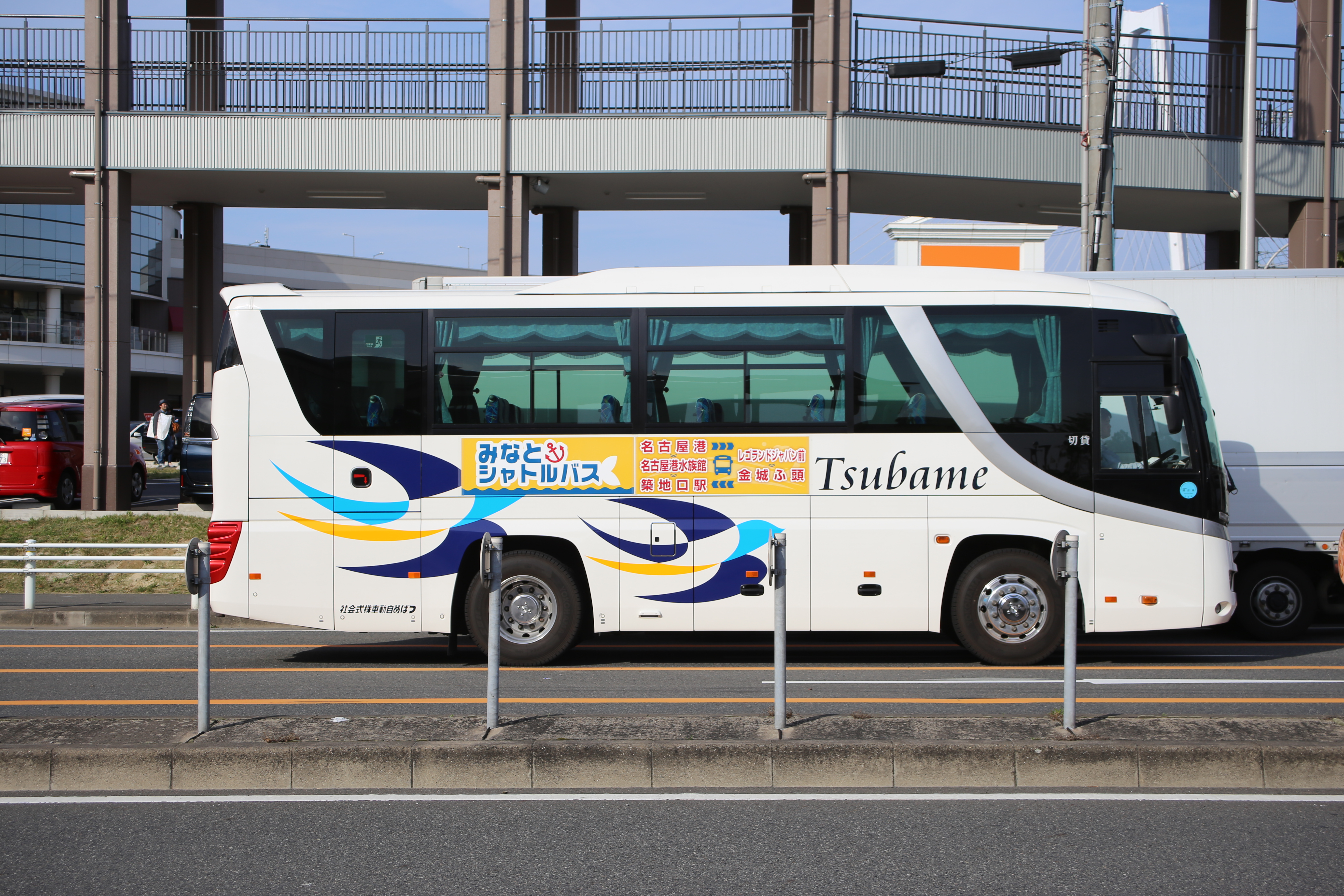
みなとシャトルバスの車両
（2017年4月）

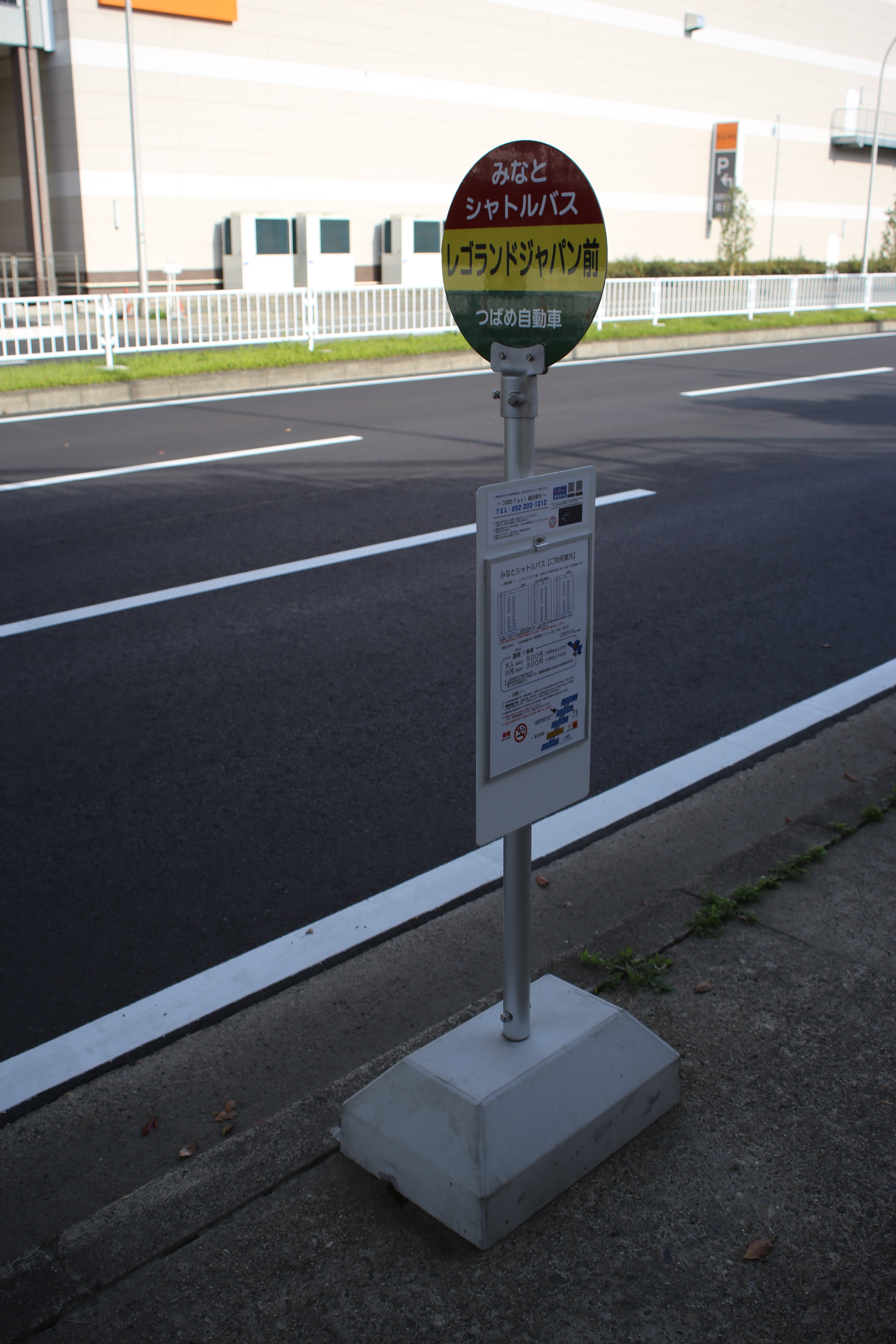
みなとシャトルバスの停留所
（レゴランド・ジャパン前）

##### 路線概要
2017年4月1日より1年間の実証実験として、つばめ自動車では初となる一般路線バスとして運行開始。名古屋港ガーデンふ頭と金城ふ頭（あおなみ線金城ふ頭駅）を、名古屋港水族館、 名古屋市営地下鉄名港線築地口駅、レゴランド・ジャパンを経由して結ぶ路線であった。
運行時間は季節によって異なるが、8時台から20時台で、30分ごとのパターンダイヤで1日21便を運行していた。季節による運行パターンは名古屋港水族館の休館日や営業時間に合わせ、通常ダイヤ、同館休館日ダイヤ（月曜日、祝日の場合は翌日）GW・夏休みダイヤ、冬期ダイヤの4種類が存在した。
2017年6月20日からは、レゴランド・ジャパン休園日（火曜日・水曜日）は、みなとシャトルバスも全便運休へ変更された。翌2018年3月31日をもって廃止された。

##### 運賃・乗車券類
- 運賃は均一制で、大人500円、小人（6歳以上中学生未満）300円。幼児（1歳以上6歳未満）は同乗者1名につき座席を必要としない幼児1名まで無料、乳児（1歳未満）は無料であった[8]。
- コンビニエンスストアで事前にチケットを購入できた[8]。
- TOICA、manacaなどの交通系ICカードは利用できなかった[8]。

##### 路線
以下の1路線を運行していた。
- 名古屋港 - 名古屋港水族館 - 築地口駅 - レゴランド・ジャパン前 -	金城ふ頭駅

##### 車両
観光色の強い路線であることから、車両は日野・セレガ（2代目・9mショートボディ）を使用していた。
バス車内には「AIロボットSota君」を積み込み、車内案内をさせるとともに、内蔵カメラに乗客が笑顔を向けると「ご乗車ありがとうございました」などと挨拶させていた（なお声をかけても音声認識はできない）。

### 介護事業の担当エリア
つばめ自動車岐阜支社が岐阜県内を担当する。愛知県内は「あんしんネット21」を窓口として担当する。
- 岐阜市、各務原市、関市、羽島市、山県市、美濃市、羽島郡

## つばめタクシーグループ
13社のタクシー会社、8社の関連会社とともに「つばめタクシーグループ」を形成する（並び順は会社公式サイトに準拠）。全て株式会社である。
右側の数字は領収書などに記載される会社・営業所コードである。

### 名古屋市内

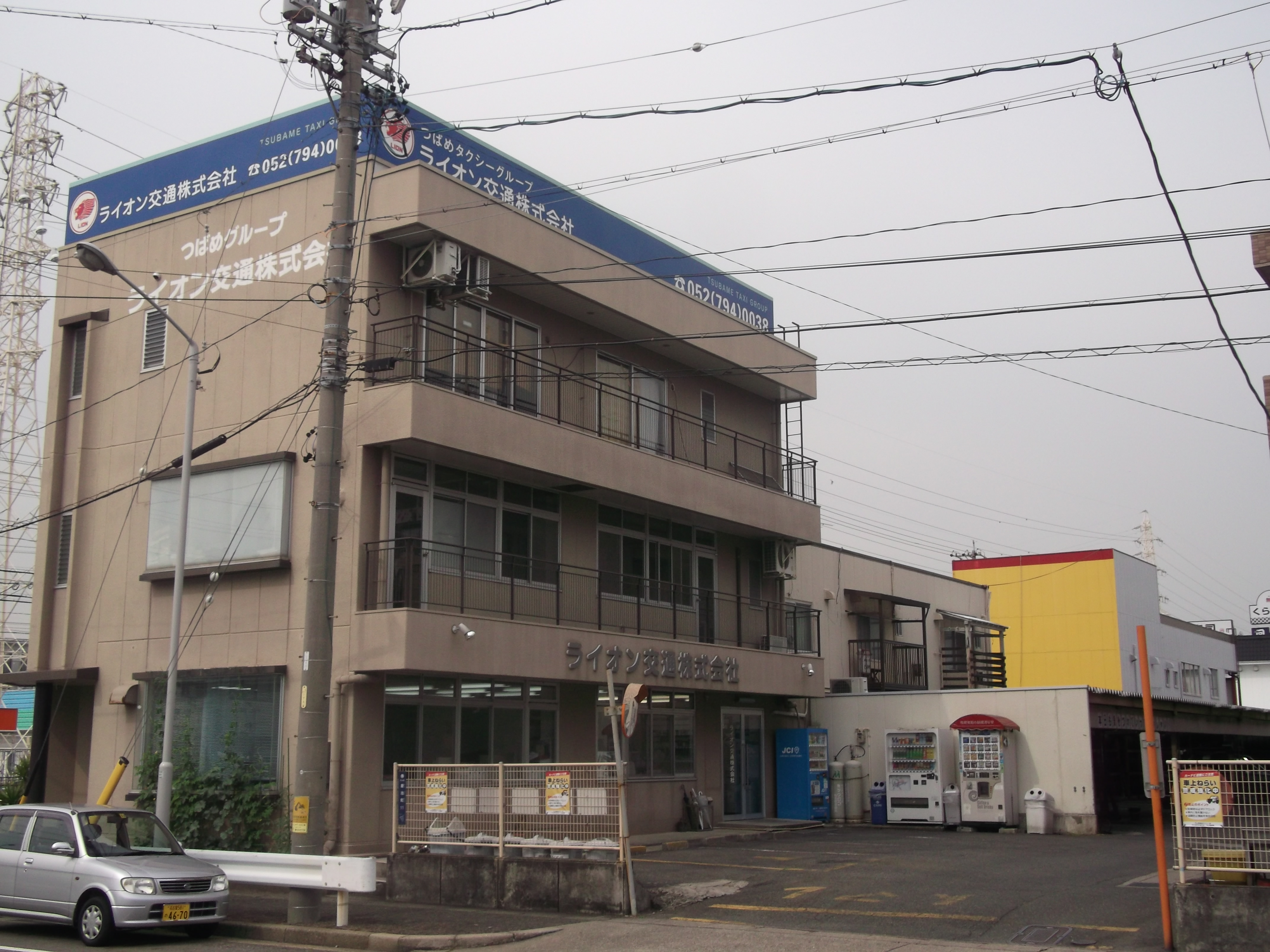
ライオン交通本社（2014年）

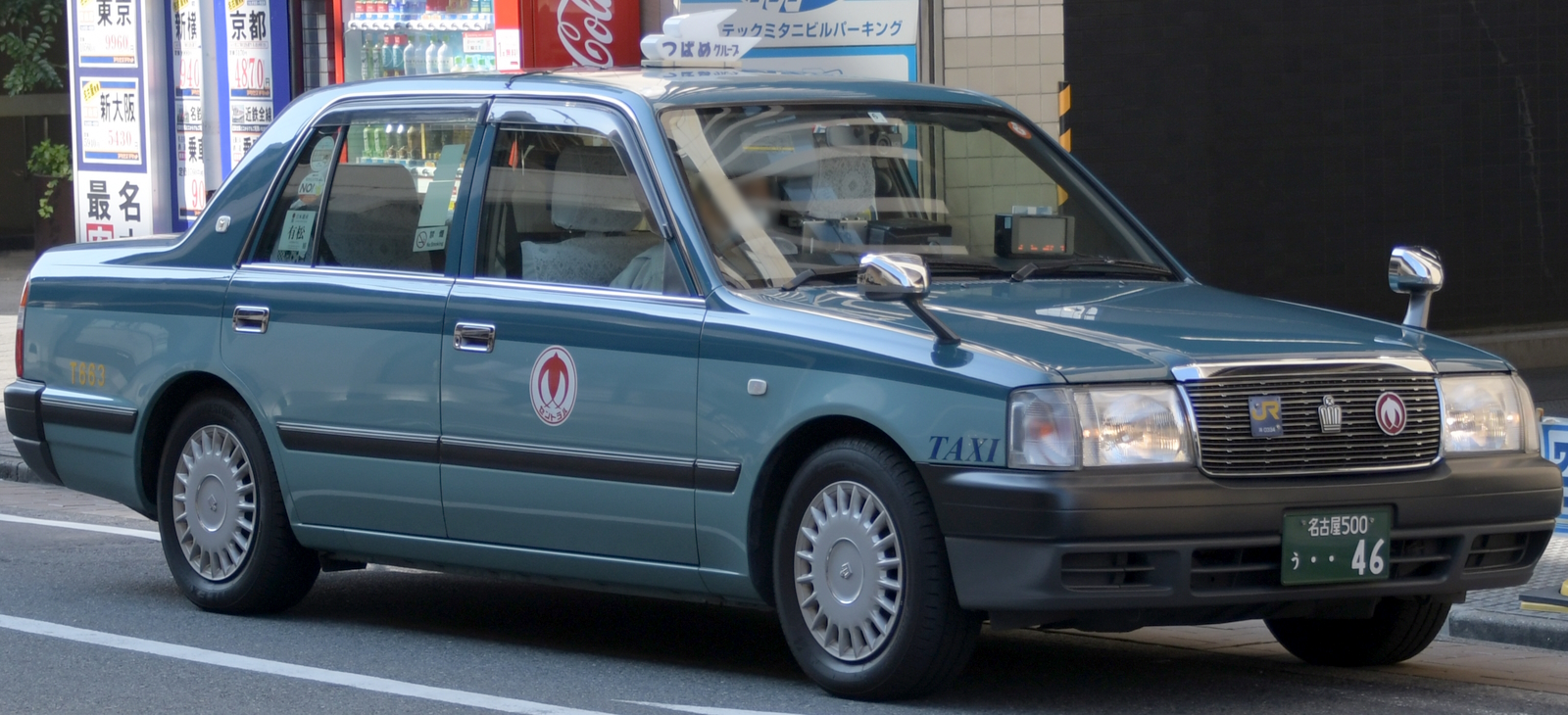
セントラル交通の車両

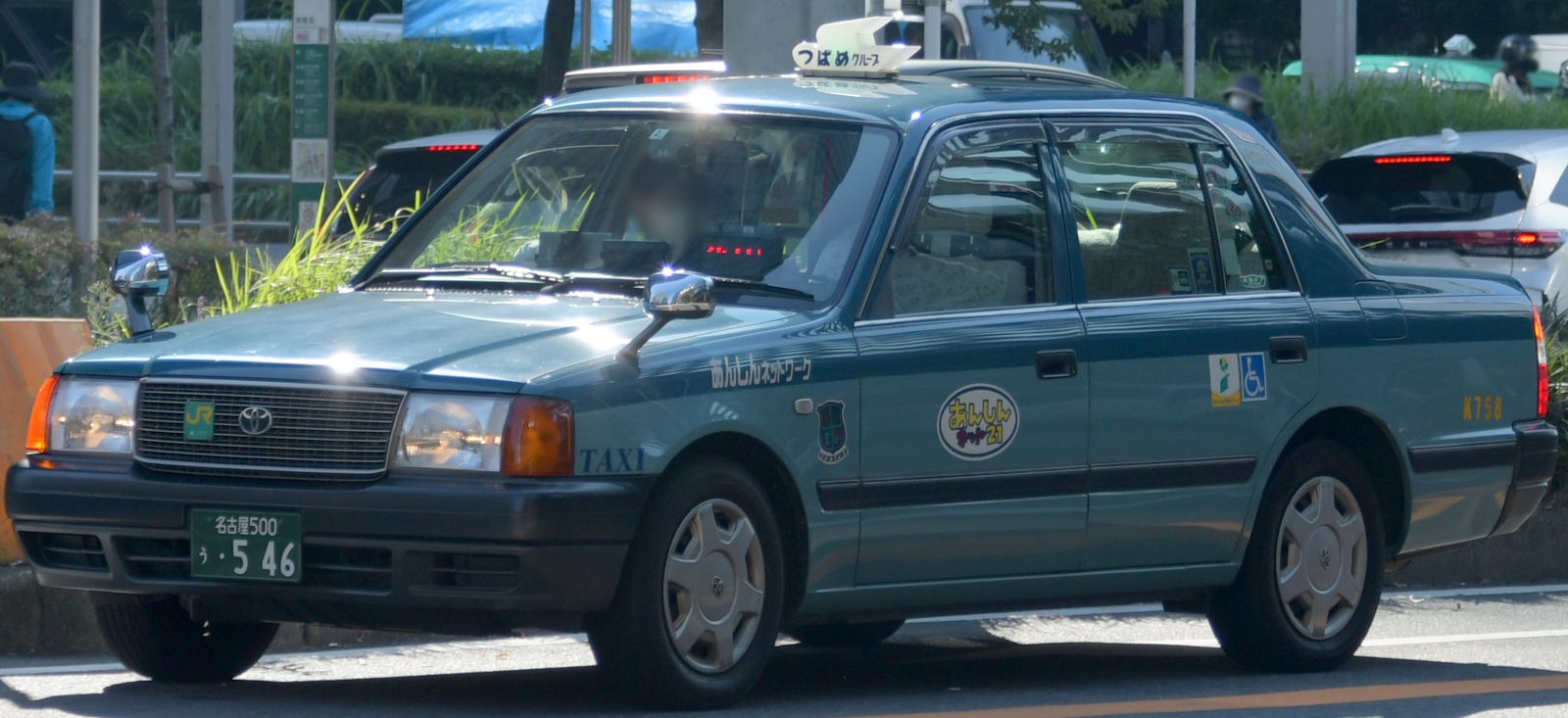
あんしんネット21の車両

- つばめ自動車 : 愛知県名古屋市中区栄1丁目21番地17[1]＜01＞
- セントラル交通 : 愛知県名古屋市昭和区駒方町2丁目57番地[10]北緯35度8分48.7秒 東経136度56分52.4秒 / 北緯35.146861度 東経136.947889度＜02＞
- あんしんネットあいち :愛知県名古屋市中川区尾頭橋4丁目10番地7[10]＜03＞
新瀬戸交通から商号変更、2010年10月にナショナル交通株式会社を吸収合併、それに伴い本社住所を現在地へ変更。
- ひかり交通 : 愛知県名古屋市西区こも原町31番地[10]北緯35度12分30.1秒 東経136度51分53.6秒 / 北緯35.208361度 東経136.864889度＜04＞
- 愛知つばめ交通 : 愛知県みよし市莇生町川岸当9[10]北緯35度6分1秒 東経137度5分28.3秒 / 北緯35.10028度 東経137.091194度
旧社名は三好交通・香南タクシー。
- 中央交通 : 愛知県名古屋市中村区寿町3番地[10]北緯35度10分15.6秒 東経136度52分4秒 / 北緯35.171000度 東経136.86778度＜07＞
- あんしんネット21 : 愛知県名古屋市中村区畑江通3丁目2番地1[10]北緯35度9分27.9秒 東経136度52分1秒 / 北緯35.157750度 東経136.86694度＜本社・中川営業所：08/守山営業所：13＞
旧社名は南星交通・都市交通名古屋。2009年3月31日付で新清洲タクシー有限会社を吸収合併して同社は解散。
- 都タクシー : 愛知県名古屋市中区新栄3丁目35番地16[10]北緯35度9分51.5秒 東経136度55分27秒 / 北緯35.164306度 東経136.92417度＜09＞
旧社名は中京タクシー。
- ライオン交通 : 愛知県名古屋市守山区菱池町11番地3[10]北緯35度11分50.9秒 東経136度58分56.4秒 / 北緯35.197472度 東経136.982333度＜10＞
旧社名は五月タクシー。
- あんしんネットなごや : 愛知県名古屋市南区阿原町5番地[10]北緯35度5分5.5秒 東経136度56分19.3秒 / 北緯35.084861度 東経136.938694度＜本社・天白営業所：11/緑営業所：14→11＞
旧社名は三洋交通・新東亜交通。2007年4月1日付で有限会社都市交通愛知を吸収合併、同社緑営業所とする。
- 伸和交通 : 愛知県名古屋市千種区猪高町大字猪子石字山之端81番地[10]北緯35度11分6.7秒 東経136度58分1.2秒 / 北緯35.185194度 東経136.967000度＜12＞

### 名古屋市外・四日市市・岐阜市

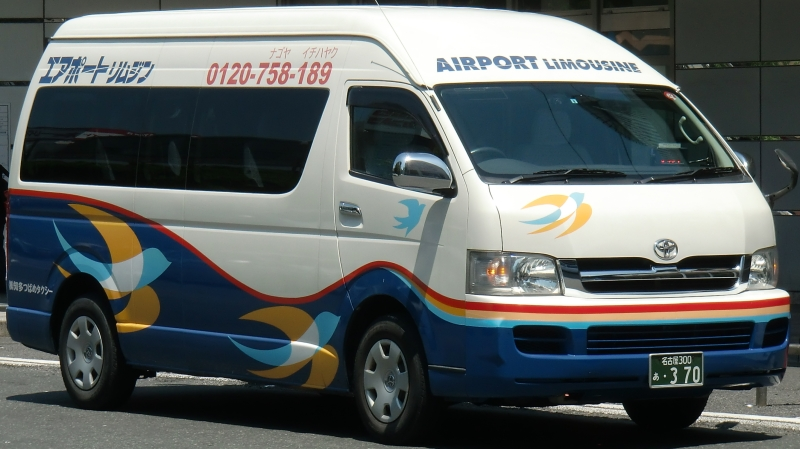
知多つばめタクシーの車両
中部国際空港エアポートリムジン用のトヨタ・ハイエース

- 愛知つばめ交通みよし営業所 - 愛知県みよし市莇生町川岸当9の3[10]＜碧南営業所：22＞
- 知多つばめタクシー : 愛知県東海市名和町東岨38-1[10]北緯35度2分42.1秒 東経136度54分45.6秒 / 北緯35.045028度 東経136.912667度
旧社名は名宏タクシー。
- 四日市つばめ交通 : 三重県四日市市富士町7番1号[10]北緯34度58分21.6秒 東経136度36分53秒 / 北緯34.972667度 東経136.61472度
- つばめ自動車岐阜支社 : 岐阜県岐阜市茜部菱野2丁目34-5[10]＜24＞

### 関連会社
- 三洋運輸 : 愛知県名古屋市港区空見町35（貨物運送業、倉庫管理業、産業廃棄物収集運搬業）[10]
- 三洋輸送 : 愛知県名古屋市港区築地町1-3（貨物運送業）[10]
- ウエルカム・バスケット : 愛知県日進市赤池町屋下345番地1（引越運送業）[10]
- 金城サービス工場 : 愛知県名古屋市昭和区福江1丁目8-14（自動車整備業）[10]
- 協同モータース : 愛知県名古屋市西区こも原町31（自動車整備業、自動車鈑金・塗装業）[10]
- サニー石油 : 愛知県名古屋市中村区畑江通3丁目1（ガソリンスタンド運営）[10]
- 中央燃料 : 愛知県名古屋市西区菊井2丁目20-28（プロパンガススタンド運営）[10]
- ジャパンシステムリース : 愛知県名古屋市中区栄1丁目21-17（OA機器レンタル・リース、カーリース、その他リース業）[10]

### タクシー車両の社番
当グループ15社のうち、自社無線をあんしんネットあいちを除いてつばめ自動車本社内にある指令センターの無線を使う名古屋営業圏に属する営業所の車両は、下記の方法により社番を付番している。
- 1桁目…車種記号
  - T…中型車
  - K…小型車
- 2桁目…納入された年の西暦下1桁
- 3桁目・4桁目…01から始まる連番（中型と小型を別々に付番させている会社もある）

また、名古屋、西三河北部、西三河南部の3つの営業区域と営業所を持つ、愛知つばめ交通では下記のとおり付番方法が営業所ごとに異なる。
- 本社営業所…みよし市。西三河北部営業圏に属する。
  - 1桁目…車種記号（Tしかない）
  - 2桁目…営業所記号（みよし市にあるため、Mとなる）
  - 3桁目・4桁目…通し番号。01から始まる連番
- 碧南営業所…碧南市。西三河南部営業圏に属する。
  - 1桁目…車種記号（Tしかない）
  - 2桁目…営業所記号（碧南市にあるため、Hとなる）
  - 3桁目・4桁目…通し番号。01から11までの連番
- 和合営業所…愛知郡東郷町。名古屋営業圏に属し、指令センターから自動配車を受けるシステムが全車搭載されている。
  - 1桁目…車種記号
    - T…中型車
    - K…小型車

  - 2桁目…納入された年の西暦下1桁
  - 3桁目・4桁目…01から始まる連番

2007年9月1日、デジタルGPSカーナビ自動配車システムが新清洲タクシーを除く全車両に搭載完了したため、あんしんネットあいちと愛知つばめ交通の無線室は廃止された。

### チームエクセレント
2007年、ミッドランドスクエア等の開業により、よりハイクオリティーな顧客サービスを展開するため、つばめグループ・チームエクセレントが結成された。
チームエクセレントは、まず、車両が普通のつばめタクシーとは異なり、車両のグレードが高く（トヨタ・クラウンセダン スーパーデラックス“G”パッケージを使用している）、それに行灯が金色であることが言える。当初は、行灯は黒色（画像の車両）でつばめの文字が白抜きしてあったが、見えにくく、乗務員から前より売り上げが下がったと言われるようになったので、現在の金色になった。また、乗務員の制服も変更されており、より高級なつばめタクシーを演出しているが、値段は普通のつばめタクシーと変わらない。
チームエクセレントのタクシー乗務員は、3年以上無事故・無違反で勤務している優良ドライバーが、さらJALアカデミーの接遇・マナー研修を修了し、法令等の社内研修を受けて筆記試験に合格した乗務員で、同社公式サイトでは「精鋭部隊」と表現している。

### ナイスタクシーワイドネットワーク
つばめ自動車（およびつばめ交通協同組合）はタクシー事業者相互でタクシーチケットを利用できるナイスタクシーワイドネットワークの主幹事業者となっている。本ネットワークの加盟事業者はつばめチケットのページを参照。

### 備考
- NTTドコモなどが開発したAIタクシーの実証実験に名古屋地区で当グループが唯一参加。『NHKスペシャル 人工知能 天使か悪魔か』（2017年6月、NHK総合）、『超絶 凄ワザ! AI対人類 3番勝負』（2018年2月、同）、『みんなのニュース ONE』（2018年、東海テレビ）でも取り上げられた。

## CM

### テレビCM
- 坪井宏憲（ナレーター）

提供番組
- TXNニュース（テレビ愛知、土・日曜 17:25～ローカルニュース枠）

### ラジオCM
提供番組
- SKE48の岐阜県だって地元ですっ!（ぎふチャン、2019年5月時点で月曜日に放送）
- SKE48 1+1は2じゃないよ!（東海ラジオ、一部曜日）- 過去の提供番組

### その他
- 一部のタクシーの後部ナンバープレートの横、または後部座席の後ろのガラスに日本経済新聞社、あるいはテレビ愛知及び名古屋テレビ(メ～テレ)の番組『ドデスカ!』の広告ステッカーが貼られている。